# 鋼鉄の騎士 (小説)
『鋼鉄の騎士』（こうてつのきし）は、藤田宜永による小説。1994年に新潮社のレーベルである"新潮ミステリー倶楽部"の収録作として書き下ろし長編で刊行された。1995年、第48回日本推理作家協会賞受賞（長編部門）、同年『このミステリーがすごい! '96年版』第2位。
大作がいくつも発表された当時としても、単行本で上下2段組み800ページ超は偉容であった、あとがきによると作中で行われるグランプリ レースは、実際に行われたレースと年月日と場所を合わせてあるという。続編である『廃墟の騎士』は雑誌連載が中断したまま、作者の死去により未完となった。

## あらすじ
1930年代後半のパリが主な舞台である。日本での左翼運動に挫折した千代延義正は、陸軍軍人である父親のフランス赴任により家族と渡仏する。無気力な日々を送る義正であったが、父親の友人とトリポリでのグランプリレースを観戦してから、止まっていた歯車が動き出す。カーレーサーを目指して駆ける若者の情熱と、第二次世界大戦前夜の緊張感が漲るヨーロッパでの諜報戦が交錯する。1938年4月に南仏ポーで行われる決勝レース当日までの、足かけ4年の軌跡を描いた大河小説である。

## 主な登場人物
- 千代延義正　千代延子爵家の次男
- 千代延義親　義正の兄
- 千代延宗平　義親・義正兄弟の父 帝国陸軍フランス駐在武官
- 千代延寿子　宗平の妻 義親・義正兄弟の母
- 北島恭子　千代延家の女中
- 有馬正二　有馬家の次男 左翼運動時代の義正の先輩
- 有馬小百合　正二の腹違いの妹
- 須崎進太郎　ホテル"ネアン"の経営者
- ゲーリー水島　アメリカ在住の骨董商
- 高石三郎　パリ在住の遊民
- シャルル・ド・トゥルニエ伯爵　千代延宗平の友人
- アルド・ベルニーニ　イタリア人レーサー
- ギィ・ディアメル　フリージャーナリスト
- ジェルメール・ブルグラン　帝国陸軍武官室秘書
- セルジュ・ゴテック　自動車修理工場の経営者
- ジャン・ルイ・ゴテック　その息子 父親の工場で働く
- マルセル・カシニョール　ERAを操る初老のドライバー
- クラウス・シュミット　ドイツ人レーサー
- エリカ・グッドマン　ユダヤ係科学者
- 弓王子　パリの盗賊団の首魁
- ドンジョン　弓王子の情婦
- ニコライ・ブルガーコフ　ツァーリ軍人会会長
- フィヨドール・プーシキン　ツァーリ軍人会書記

## 作中に登場する主なレースカー
- ブガッティ
- ERA
- ドラエ
- メルセデス
- アウトユニオン
- アルファロメオ
- マセラティ

## 書籍
- 1994年11月 四六上製本 新潮社
- 1998年1月 (上下巻) 新潮文庫
- 2009年6月 (日本推理作家協会賞受賞作全集 78.79巻) 解説/細谷正充 双葉文庫

## 未完の続編
- 『廃墟の騎士』2004年8月～2007年3月「小説新潮」連載 新潮社